# Роман Вітал
Роман Вітал (нім. Roman Vital, народився 29 липня 1975, Кур) — режисер, закінчив Німецьку кіноакадемію в Баден-Вюртемберґу 2006 року. Знімає фільми з 1998 року, і його роботи отримали кілька нагород. Поживши кілька років за кордоном, він повернувся до Швейцарії, де зняв кілька документальних стрічок. 2006 року він заснував компанію klubkran Filmproduction. З того часу продюсує й знімає незалежні документальні фільми для кіно й телебачення.

## фільмографія
- Містер Біо-Швейцарець (2006)
- Атоли ліпші (2009)
- Життя в раю – нелегали по сусідству (2013)
- Рене наживо – Людина проти машини (2013)